# Джек Бомон (веслувальник)
Джек Бомон (англ. Jack Beaumont; нар. 21 листопада 1993) — британський веслувальник, срібний призер Олімпійських ігор 2020 року.

## Виступи на Олімпіадах
| Олімпіада           | Дисципліна     | Місце |
| ------------------- | -------------- | ----- |
| Ріо-де-Жанейро 2016 | парні четвірки | 5     |
| Токіо 2020          | парні четвірки | 2     |

## Зовнішні посилання
- Джек Бомон — олімпійська статистика на сайті Sports-Reference.com (англ.) (архівна версія)
- Джек Бомон [Архівовано 24 липня 2021 у Wayback Machine.] на сайті FISA.

1. 1 2  Jack Beaumont
2. ↑  Jack Beaumont
3. ↑  https://www.olympedia.org/athletes/37214